# Front Popular de Moldàvia
El Front Popular de Moldàvia (romanès Frontul Popular din Moldova, FPM) fou un moviment polític aparegut a la República Socialista Soviètica de Moldàvia el 1989 i que va mantenir la seva existència fins al 1992. Es considera successor del Moviment Democràtic de Moldàvia (Mişcarea Democratică din Moldova; 1988-89), i fou succeït pel Front Popular Democristià (Frontul Popular Creştin Democrat; 1992-99) i posteriorment el Partit Popular Democristià (Partidul Popular Creştin Democrat; des de 1999).
El Front Popular estava ben organitzat a nivell nacional, amb un suport més fort a la capital i a les zones del país més poblades per romanesos ètnics. Una vegada que l'organització arribà al poder, però, les disputes internes van dur a una forta caiguda en el suport popular, i es va fragmentar en diverses faccions en conflicte a principis de 1993.

## Fundació
El Congrés fundacional del Front va tenir lloc el 20 de maig de 1989 enmig del context d'una agitació que s'havia apoderat de la República des de finals de 1988, impulsada per les reformes de Mikhaïl Gorbatxov. Inicialment, es tractava d'un moviment reformista inspirat en el model dels Països Bàltics, que posava l'accent en la glàsnost, la perestroika i la demokratizatsiya i no excloent. El congrés va comptar amb la participació de representants de molts dels grups ètnics de Moldàvia, entre ells un delegat de l'organització paraigua gagaús, Gagauz Halkı (Poble Gagaus).
El precursor del Front, el Moviment Democràtic de Moldàvia (Mişcarea Democratică din Moldova; 1988 -89) va organitzar reunions públiques, manifestacions i festivals de la cançó des de febrer de 1988, que van anar creixent en grandària i intensitat. Als carrers, el centre de les manifestacions públiques fou el monument a Esteve el Gran a Chişinău, i el parc adjacent vorejant Allea Clasicilor. En el discurs públic, el moviment cridava al despertar nacional, la llibertat d'expressió, el reviscolament de les tradicions de Moldàvia, l'estatut d'oficialitat de la llengua moldava i el retorn a l'escriptura en alfabet llatí. La transició de moviment (associació informal) a front (associació formal) fou considerada pels seus simpatitzants com una evolució natural. un cop el moviment havia cobrat impuls públic, i les autoritats soviètiques ja no podien acabar amb ella.
El FPM va ser en un principi anomenat "organisme públic", ja que els partits polítics excepte el Partit Comunista de Moldàvia estaven prohibits a l'URSS. El moviment inicialment consistia en una àmplia coalició multiètnica de grups polítics i culturals independents que va pressionar per a obtenir reformes dins del sistema soviètic i per l'emancipació nacional dels moldaus ètnics.
No obstant això, aviat es va fer evident una divisió ètnica quan els representants del Front Popular reclamaren l'oficialitat del moldau, escrit en alfabet llatí, i els altres grups ètnics van començar a sentir-se alienats. Ja l'abril de 1989, en resposta a aquesta agitació, els nacionalistes gagaüsos haviena començat a exigir la creació de la seva pròpia unitat etnofederal Moldàvia, i la mobilització gagaús s'accelerà arran de les massives manifestacions de nacionalistes moldaus a l'estiu que reclamaven una nova legislació lingüística, la sobirania republicana i la secessió. També a l'estiu de 1989, les elits de parla russa a Transnístria havien desertat del moviment, en percebre les exigències lingüístiques com un exemple de xovinisme.
A principis d'agost, un diari del Partit Comunista a Tiraspol publicà els esborranys de la nova llei, demostrant que no existien plans per declarar el rus segon idioma oficial, el que va provocar una onada de vagues a Transnístria iniciades pels quadres locals del partit i els caps de fàbrica. Es formà una aliança entre gagaüsos i russos en oposició a les demandes moldaves i que comptava amb el suport del govern de l'URSS, [6] de manera que per a principis d'agost, l'oposició multiètnica de Moldàvia formada per associacions informals, estava extinta de fet. D'altra banda, Moscou estava preocupat per les demandes del Front en una altra qüestió: el Pacte Molotov-Ribbentrop, ja que insistien a les autoritats soviètiques de reconèixer que Moldàvia fou arrabassada a Romania el 1940 sobre la base d'un acord secret entre Stalin i Hitler, un fet negat durant molt temps pels funcionaris soviètics.
No obstant això, el Front Popular estava lluny d'estar mort, i aviat va aconseguir el seu primer gran objectiu. Els activistes organitzaren manifestacions massives, entre ells una (la "Gran Assemblea Nacional") a la que van assistir 300.000 participants el 27 d'agost, i que foren d'importància fonamental per a convèncer el Soviet Suprem de Moldàvia a adoptar una nova llei lingüística el 31 d'agost de 1989. La llei estipulava la grafia llatina del moldau (que és considerat idèntic al de Romania pels lingüistes), com la llengua de l'Estat, encara que va ser bastant moderat, per exemple, la definició del rus com a segona llengua "de comunicació interètnica", al costat del moldau, i idioma de comunicació amb les autoritats de la Unió Soviètica. Més tard, quan foren creades Gagaúsia i Transnístria, gagaús i rus van ser reconeguts com a oficials juntament amb el moldau.

## Arribada al poder
Les eleccions al Soviet Suprem de Moldàvia es van celebrar al febrer-març de 1990; mentre que el Partit Comunista de Moldàvia era l'únic legalitzat, els candidats de l'oposició es podien presentar individualment. El Front i els seus aliats van guanyar i un dels seus caps, Mircea Druc, va formar el nou govern de transició amb la pretensió d'unir-se a Romania. La seva militància va créixer i el març de 1990 va adoptar una resolució que considerava la unió de 1918 de Bessaràbia a Romania com a "natural i legítima"; per als panromanesos com Iurie Roşca, la unificació era el resultat apropiat de la democratització. El Front va contribuir a organitzar una manifestació massiva el 6 de maig, el pont de les Flors (Podu de flori), amb el qual es reuniren nombrosos manifestants d'ambdós marges del riu Prut, frontera amb Romania. La política del govern de Druc va incloure una virtual purga d'elements no moldaus de les institucions culturals i la reorientació de la política educativa al marge dels russòfons. Els nacionalistes van sostenir que el Front Popular hauria d'utilitzar immediatament la seva majoria al Soviet Suprem per aconseguir la independència de la dominació russa, la fi de l'emigració a la república i millorar la situació dels romanesos ètnics. En el Segon Congrés del Front el juny de 1990, es va declarar en oposició al lideratge de Mircea Snegur (president del Soviet Suprem), afirmant que no podia mantenir l'ordre a les regions en conflicte i que era massa lent en allunyar Moldàvia de l'URSS.
En el congrés, la junta executiva del Front, encapçalada per Roşca, va cridar obertament a la unió política amb Romania, i els estatuts del front es van modificar de manera que els membres no poguessin pertànyer a cap altra organització política.
No obstant això, aquesta línia estrident, juntament amb la receptivitat de la Unió Europea vers Romania (dirigida per Ion Iliescu després de la revolució de desembre de 1989), va provocar que altres polítics de Moldàvia mostressin públicament en el seu desig d'existència com a estat independent. El principal partidari de la sobirania de Moldàvia va ser Snegur, qui va assumir la presidència el setembre de 1990. També, en protesta i por dels esdeveniments de 1990, les noves regions de Gagaúsia i Transnístria intentaren separar-se de Moldàvia, declarant les seves pròpies repúbliques independents el 19 d'agost i 2 de setembre respectivament.
Davant el que consideraven un esforç concertat dels grups nacionalistes romanesos per dominar la república, els radicals i els activistes de les minories es van unir i van començar a resistir-se a les iniciatives de majoria. Organitzats al Soviet Suprem com a facció Moldàvia Soviètica (Sovetskaya Moldaviya), els anti-reformistes esdevingueren cada vegada més inflexibles. Jedinstvo i els seus partidaris en el Soviet Suprem es va oposar a la independència de la Unió Soviètica, en contra de la llei lingüística d'agost de 1989 i per una major autonomia per als territoris de les minories. Per tant, els enfrontaments es van produir gairebé immediatament un cop que el nou Soviet Suprem va començar la seva sessió inaugural a l'abril de 1990.
Als dirigents del FPM els guiava la creença bàsica que els romanesos i moldaus formaven una sola nació, i que haurien de formar un sol país. Encara que una posició unionista explícita no va ser adoptada fins que foren relegats a la condició de permanent oposició, els líders del Front donaven suport a una unificació ràpida amb Romania. A més, alguns líders del FPM es van afanyar a alienar a les minories ètniques i simpatitzants del FPM des de dins del sistema soviètic. La discrepància amb les necessitats econòmiques immediates de la població, i l'alienació de molts simpatitzants foren al causa incapacitat del Front per a romandre en el poder després de 1992.

## Decadència i transformació
El 28 de maig de 1991 Snegur va destituir Druc i la república de Moldàvia va declarar la seva independència tres mesos més tard. En el seu tercer congrés el febrer de 1992, el Front es va transformar d'un moviment de masses en un partit polític, convertint-se en el Front Popular Democristià (FPCD), obertament partidari de la unió amb Romania. També va rebutjar el nom de "República de Moldàvia" a favor del de Bessaràbia, aparentment reconeixent la pèrdua de Transnístria. Una vegada que la unió es va revelar com a objectiu últim del Front, va patir una greu pèrdua en nombre de seguidors i influència. Dels milers de membres que havien format part de la Gran Assemblea Nacional de 1989, només en restaven uns centenars el 1993. El seu líder espiritual, l'escriptor Ion Druţă, es va desil·lusionar i es va instal·lar a Moscou. Snegur i altres ex comunistes reformistes, una vegada aliats del front, es dedicaren a consolidar el nou estat i la seva posició dins.
El president va demostrar ser un fort anti-unionista després de la derrota de Moldàvia a la guerra de Transnístria de juny de 1992; per tal de conservar alguna esperança d'assegurar Transnístria, la idea de la unió amb Romania va haver de ser abandonada, per la qual cosa el Front va passar a l'oposició i van formar govern els antiunionistes del PDAM. Druc i altres membres, convençuts el 1991-1992 que l'objectiu de la unió havia perdut, es va instal·lar a Romania. Ela mateixos panromanesos es van escindir del FPCD per a formar l'abril de 1993 el més moderat Congrés de la Intel·ligèntsia, que incloïa antics frontistes. A les eleccions legislatives moldaves de 1994 el FPCD va obtenir el 7,5% dels vots, i la tendència del Front Popular s'havia dissipat de l'avantguarda política moldava.
El seu llegat va ser soscavat més encara tres dies més tard, quan les proves d'idioma per a funcionaris estatals, que havia començat l'abril, va ser cancel·lat, i el mes següent, quan un referèndum va afirmar aclaparadorament la sobirania de Moldàvia. Cap frontista ha detingut una cartera ministerial des del govern de Druc; els panromanistes moderats, encara que arribaren a eclipsar el FPCD a mitjans de la dècada del 1990, havien desaparegut completament com a força política organitzada a les eleccions legislatives moldaves de 2001. Encara el Partit Popular Democristià de Roşca, successor del Front, continua representant per un petit contingent parlamentari, i uns lligams culturals informals però poderosos garanteixen que la tendència panromanesista ha conservat alguna influència a Moldàvia.